# Czesław Paluch
Czesław Paluch (ur. 10 grudnia 1931 w Miączynie-Kolonii, zm. 1993) – polski rolnik i polityk, poseł na Sejm PRL VIII kadencji.

## Życiorys
Uzyskał wykształcenie podstawowe, z zawodu rolnik. Prowadził gospodarstwo rolne. Przez 13 lat pełnił funkcję sołtysa, a przez cztery lata przewodniczącego Gromadzkiej Rady Narodowej w Miączynie. W latach 1983–1985 pełnił mandat posła na Sejm PRL VIII kadencji z okręgu Zamość, będąc członkiem Polskiej Zjednoczonej Partii Robotniczej. Zasiadał w Komisji Leśnictwa i Przemysłu Drzewnego oraz w Komisji Rolnictwa, Gospodarki Żywnościowej i Leśnictwa.
Odznaczony Odznaką 1000-lecia Państwa Polskiego.